# Szent Jakab-út (Magyarország)
A magyarországi Szent Jakab-út része a Camino de Santiago zarándokútnak, amelyen Budapestről, illetve Tihanyból indulva érhető el a magyarországi kegyhely a lébényi Szent Jakab apostol-plébániatemplom. Az út folytatódik Szlovákia és Ausztria felé, ahol kapcsolódik a Santiago de Compostelába vezető utakba.

## Története
2009 januárjában egy Caminót megjárt baráti társaságban született meg az elhatározás egy lébényi Szent Jakab-napi zarándokünnepről. Ezt követte a terv a zarándokútról, melyen végül júliusban Budapestről 52-en indultak el és több mint hetven zarándok érkezett meg Lébénybe július 25-én. Az útvonal ekkor még jelöletlen volt. Naponta egy előőrs vezette a zarándokokat és sárga szalagokkal jelölték az utat, amely ekkor még Bábolnát is érintette.
A következő évben megkezdődött az út kialakítása és jelzéssel való ellátása. Ekkor került kijelölésre a mai út alapja. A nyári közös zarándoklaton 65-en indultak el és 80-an érkeztek meg Lébénybe. Egy 18 fős csapat ezt követően tovább gyalogolt Mosonmagyaróváron át az alsó-ausztriai Wolfsthalba, ahol elérték a Camino akkori legkeletibb kijelölt pontját és jelzését. 2011-ben befejeződött az út kijelölése és 2012-ben megindulhattak az úton az egyéni zarándokok is. Ezen a nyáron már két csoportban indult nyári zarándoklat.
2013. május 31-én Nyalka-Kishegyen Várszegi Asztrik bencés főapát áldotta meg a zarándokút magyarországi szakaszát. Ez év nyarára az út teljesen kijelölésre került és járható lett Wolfsthalig.
2017 nyarától járható a Rajka és Pozsony közötti szakasz, így a zarándokút már Szlovákiát is érinti. Ebben az évben kezdődött meg a kijelölése a Tihany és Pannonhalma között húzódó Benedictus útnak, amely a következő évtől vált járhatóvá. 2018 nyarán indult az utolsó szervezett csoportos zarándoklat. Az első három évben egy, majd hat éven két csoport zarándokolt a 200 km-es úton. A jubileumi, tizedik zarándoklaton egy nagy csoport indult útnak.

Jelek a magyarországi Szent Jakab-zarándokúton
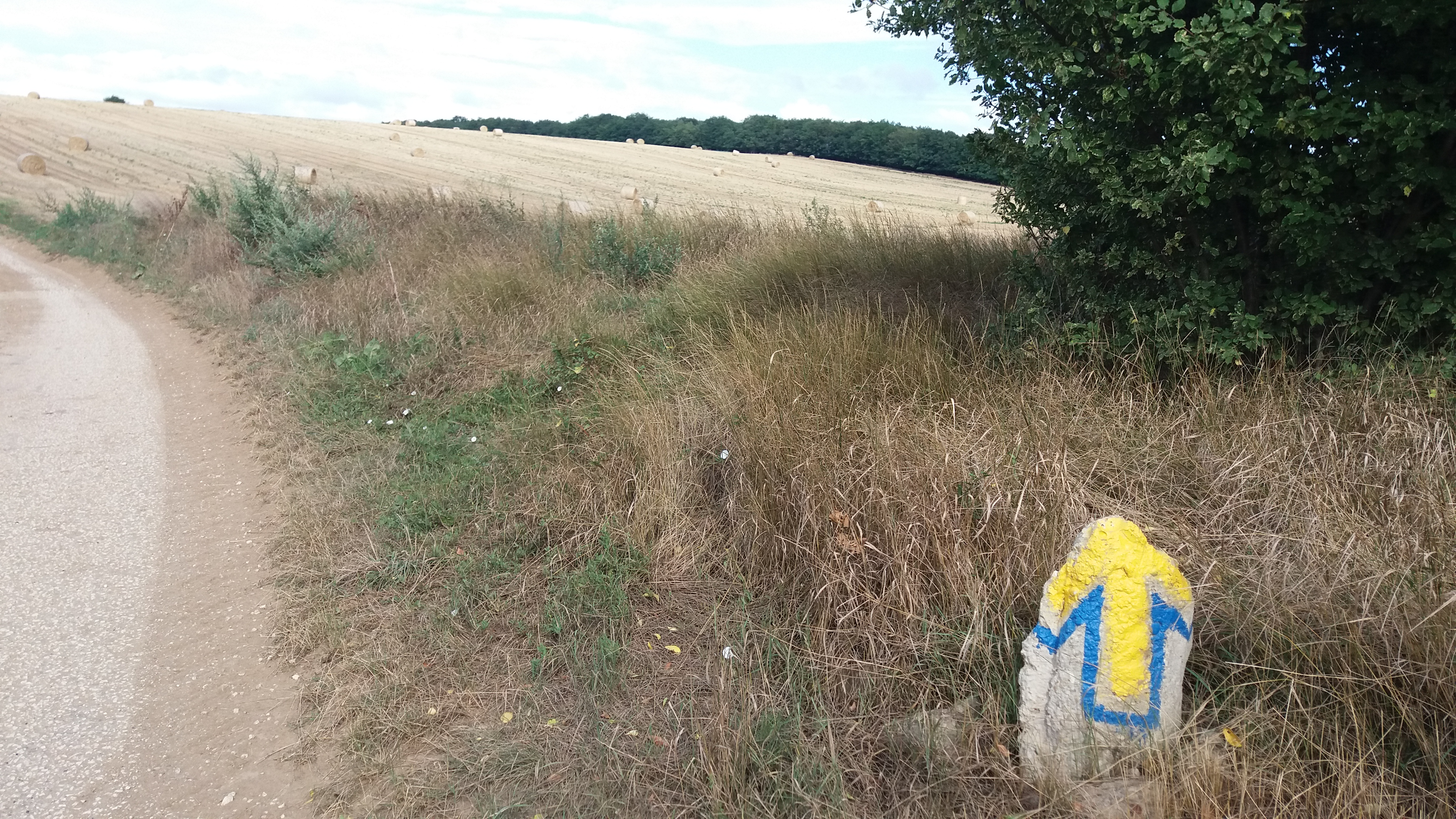
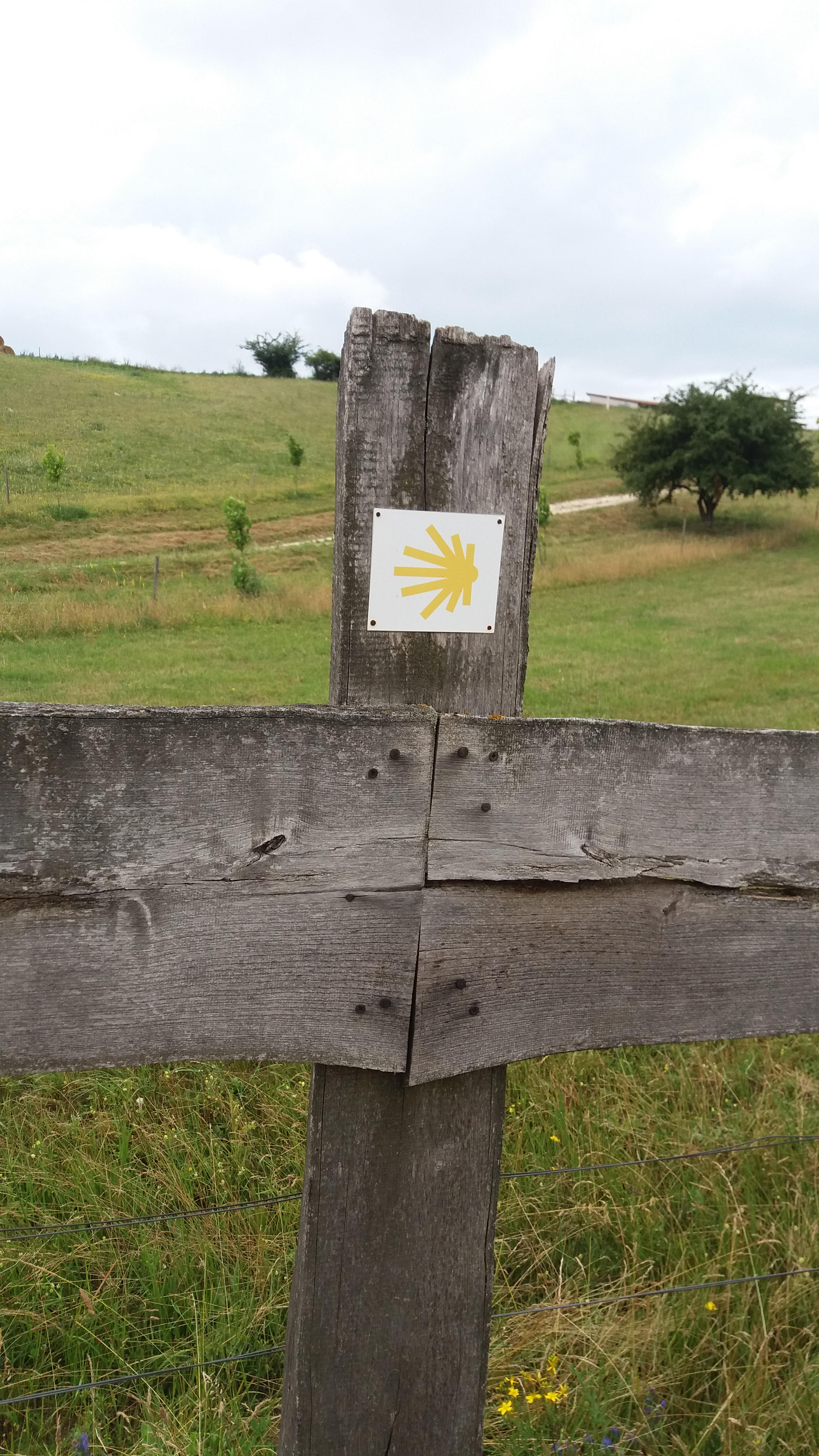
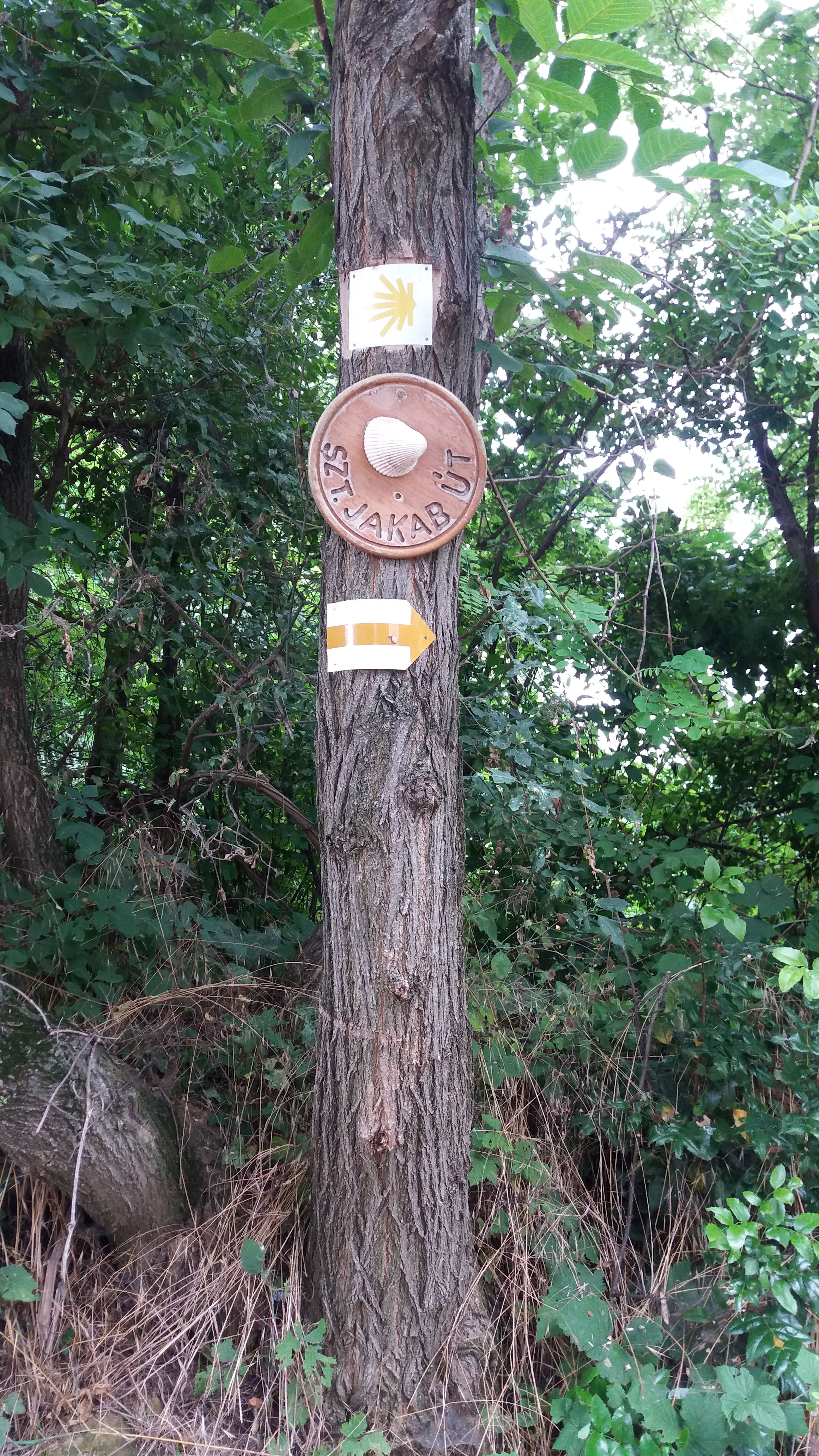
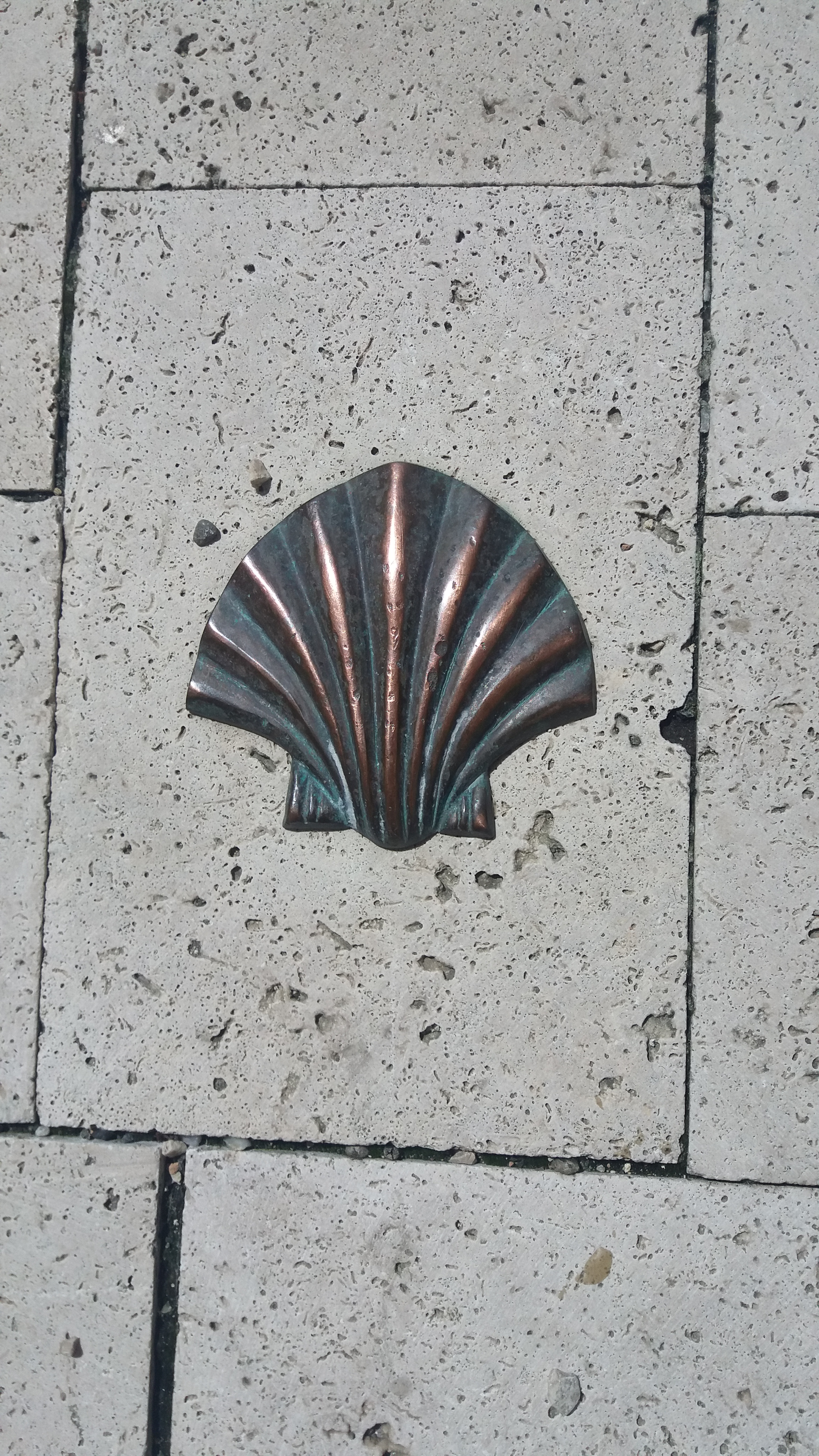
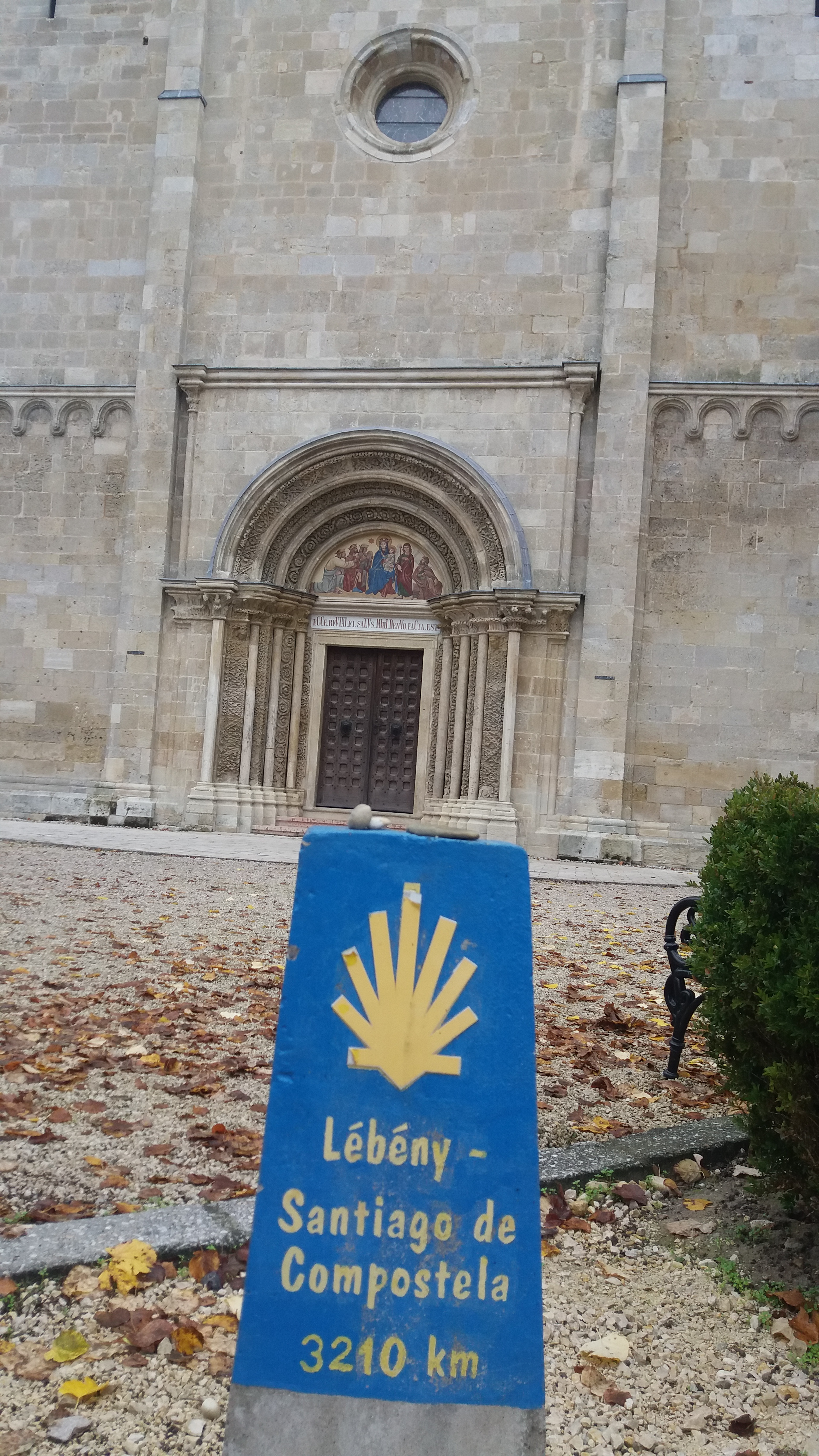

## Camino Húngaro
Budapest-Tata-Pannonhalma-Lébény-Pozsony-Wolfsthal
| Szakasz | Végpontok (-tól, -ig)        | Táv (km) | Útvonal                                           | Idő (óra : perc) |
| ------- | ---------------------------- | -------- | ------------------------------------------------- | ---------------- |
| 01.     | Budapest – Zsámbék           | 031,0    | Normafa Makkosmária Budakeszi Páty Tök            | 08:00'           |
| 02.     | Zsámbék – Tarján             | 022,0    | Mány Vasztély                                     | 06:00'           |
| 03.     | Tarján – Vértesszőlős – Tata | 025,0    | Vértestolna Gerecse, Rotunda Vértesszőlős         | 06:30'           |
| 03.     | Tarján – Baj – Tata          | 021,0    | Vértestolna Gerecse, Rotunda Baj                  | 06:00'           |
| 04.     | Tata – Nagyigmánd            | 024,0    | Mocsa                                             | 06:00'           |
| 05.     | Nagyigmánd – Kisbér          | 021,0    | Makkpuszta Ete                                    | 05:30'           |
| 06.     | Kisbér – Pannonhalma         | 028,0    | Ászár Bársonyos Tápszentmiklós Táp Nyalka-Kishegy | 08:30'           |
| 07.     | Pannonhalma – Győr           | 027,0    | Écs Győrújbarát Ménfőcsanak                       | 08:00'           |
| 08.     | Győr – Lébény                | 025,0    | Pinnyéd Abda                                      | 06:30'           |
| 09.     | Lébény – Mosonmagyaróvár     | 026,0    | Károlyháza Kimle Máriakálnok                      | 07:30'           |
| 10.     | Mosonmagyaróvár – Rajka      | 018,0    | Paprét Bezenye                                    | 05:00'           |
| 11.     | Rajka – Pozsony – Wolfsthal  | 035,0    | Dunacsún Oroszvár Pozsony                         | 11:00'           |
| 11.     | Rajka – Berg – Wolfsthal     | 030,0    | Németjárfalu Lajtakörtvélyes Berg                 | 07:30'           |
|         | Összesen:                    | 282,0    |                                                   | 78:00'           |

Camino Húngaro
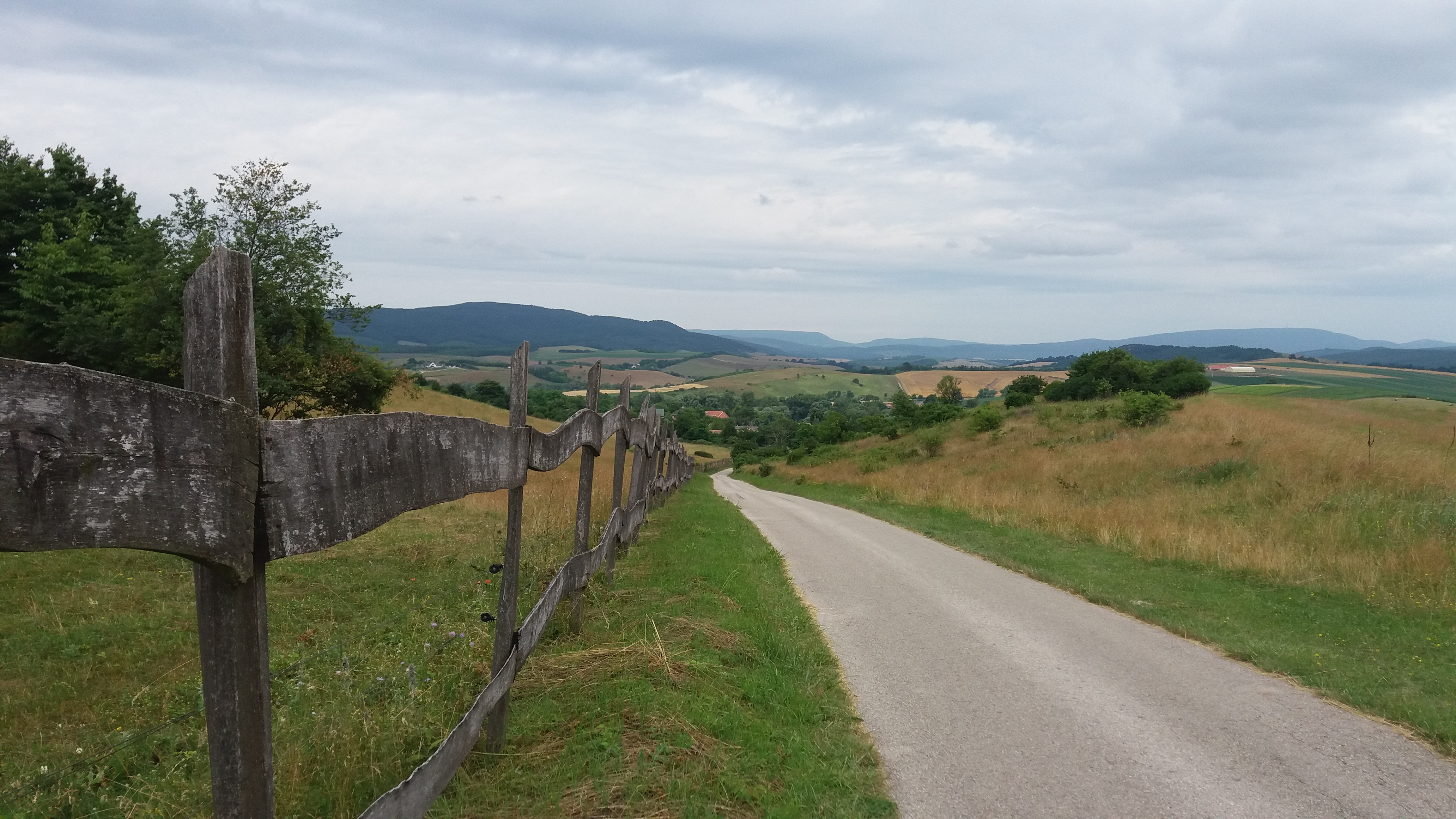
Vasztély felé
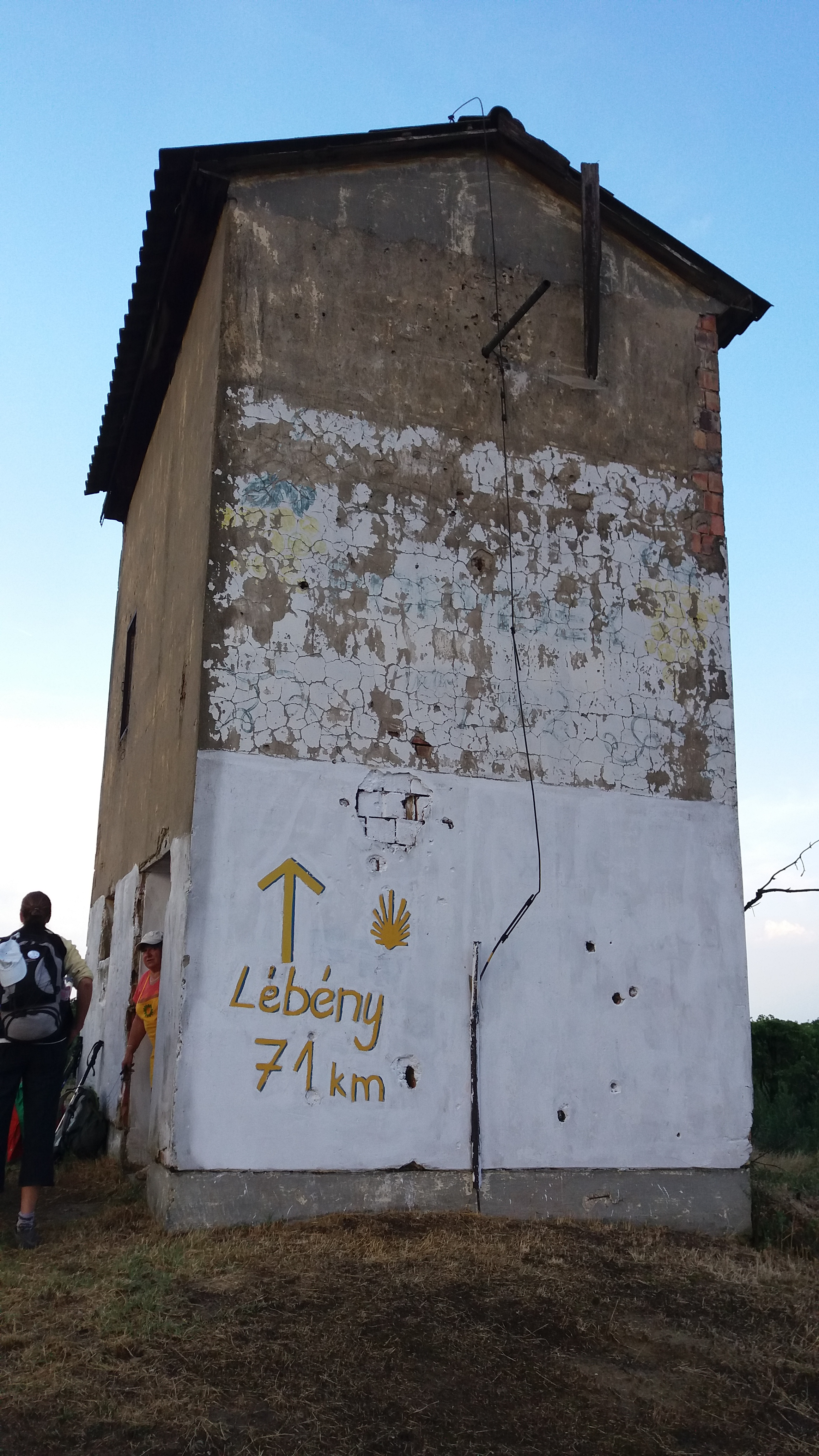
A torony Ászár után
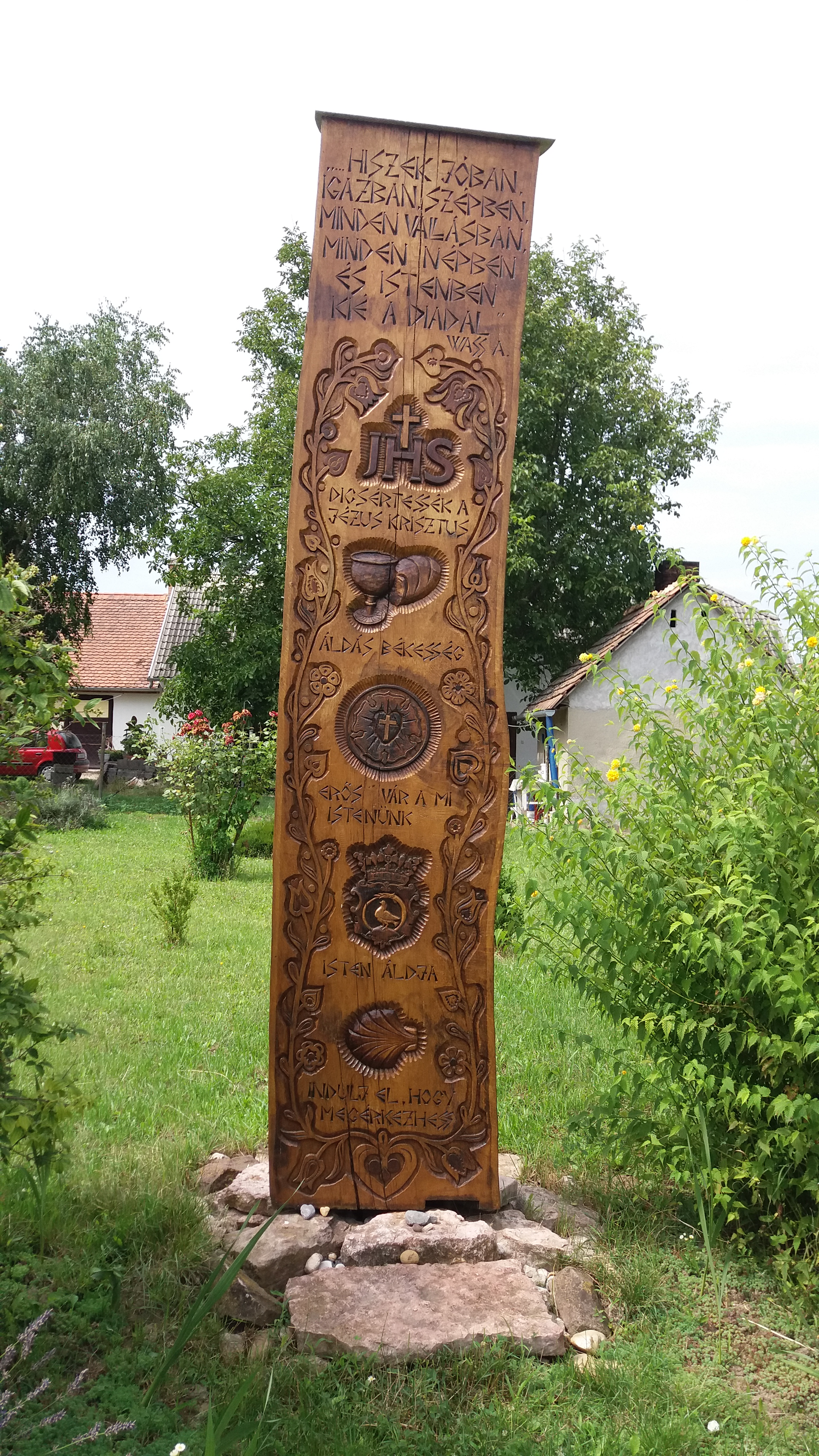
Nyalka-Kishegy, emlékoszlop alkotó: Gál-Tóth Ferenc
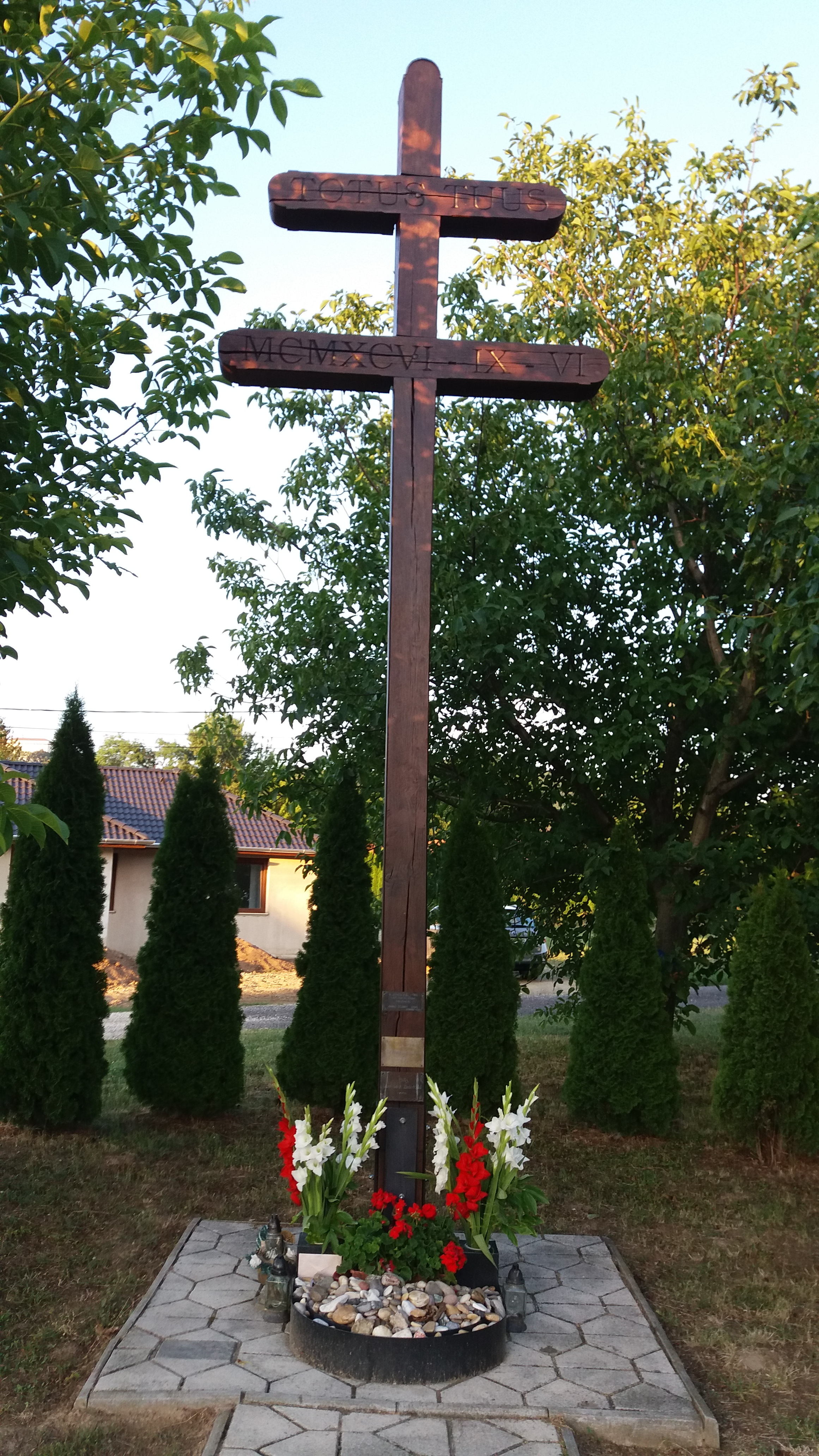
Pannonhalma, Pápai kereszt
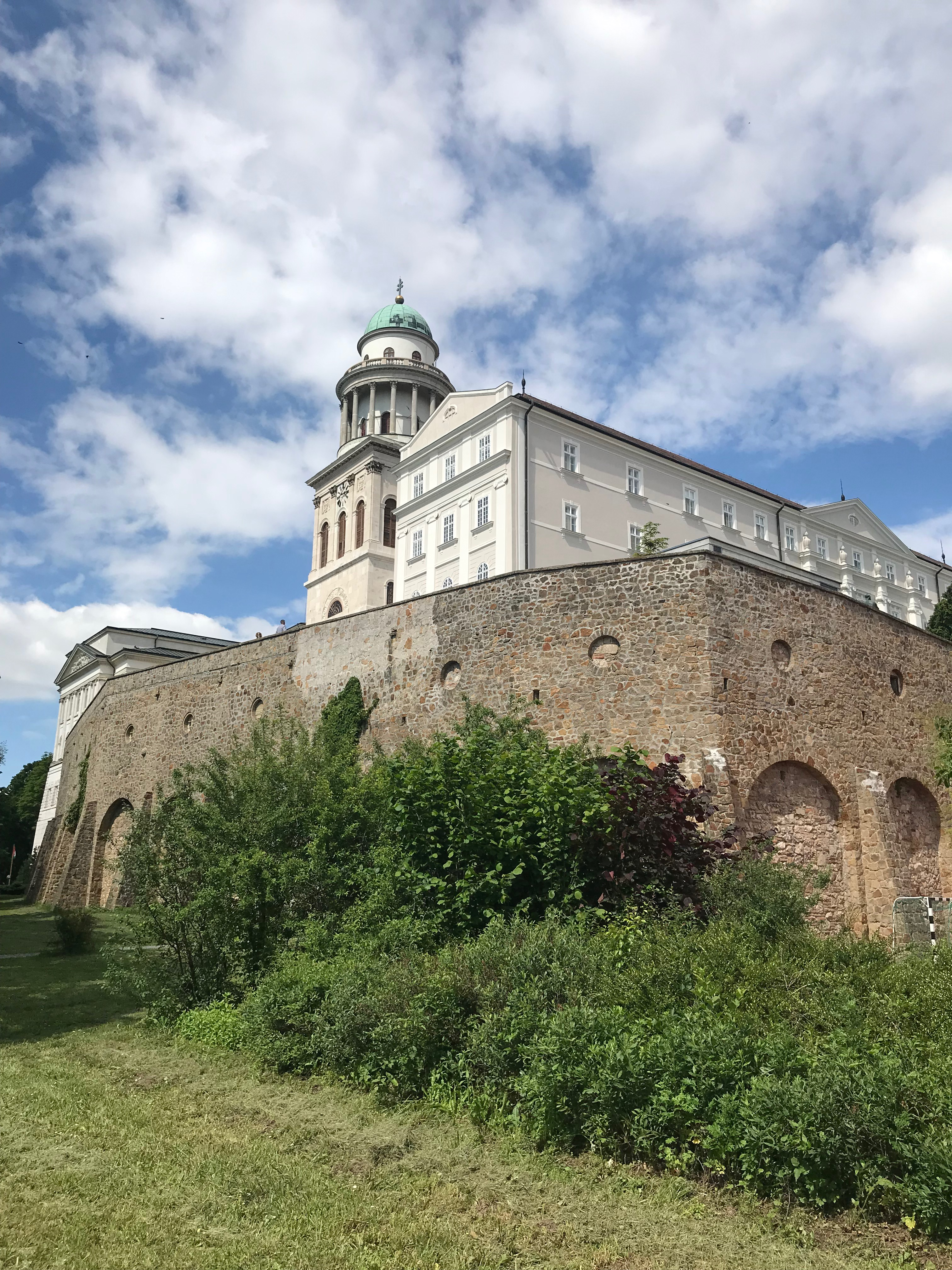
Pannonhalma
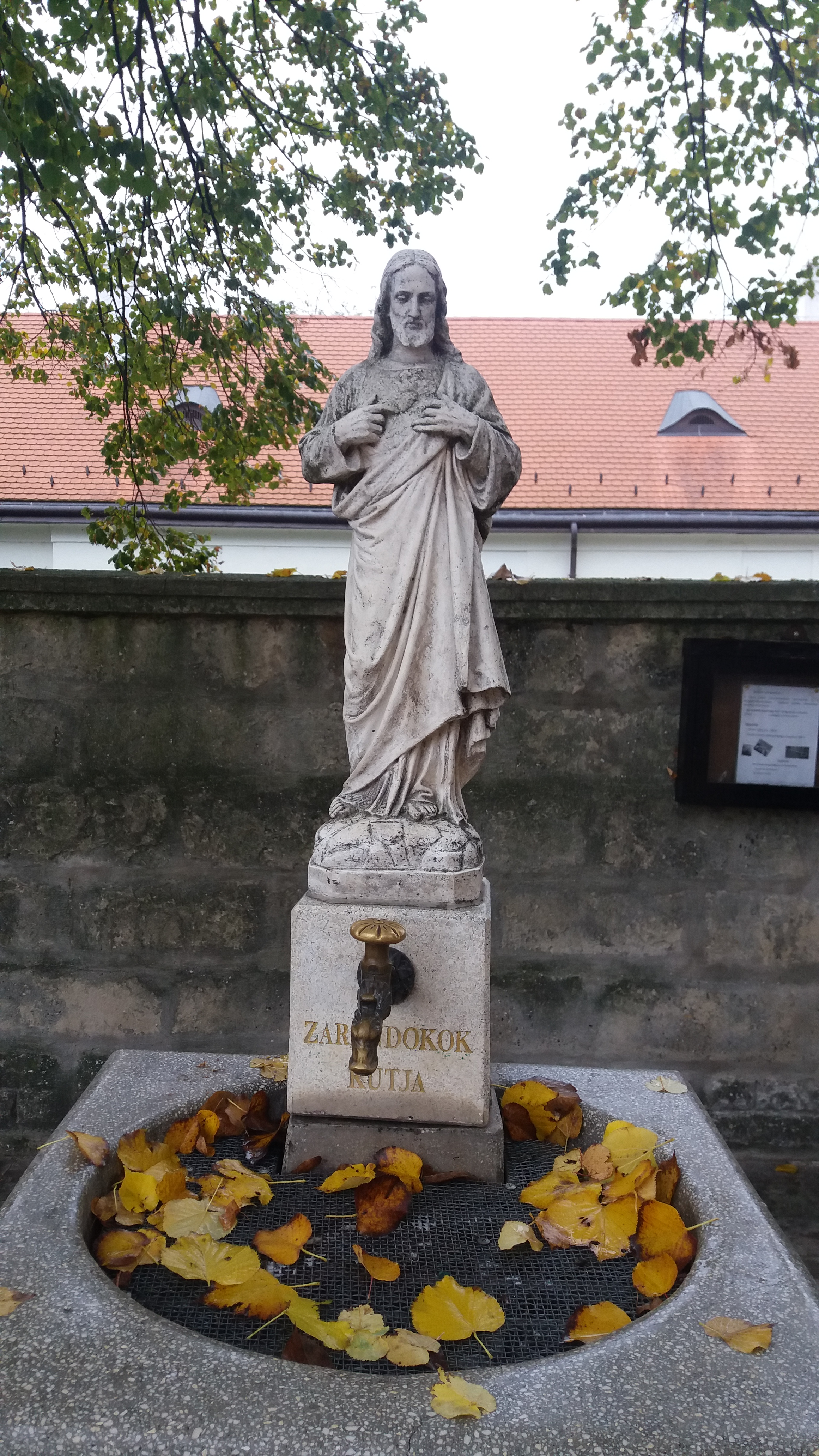
Lébény, Zarándokok kútja
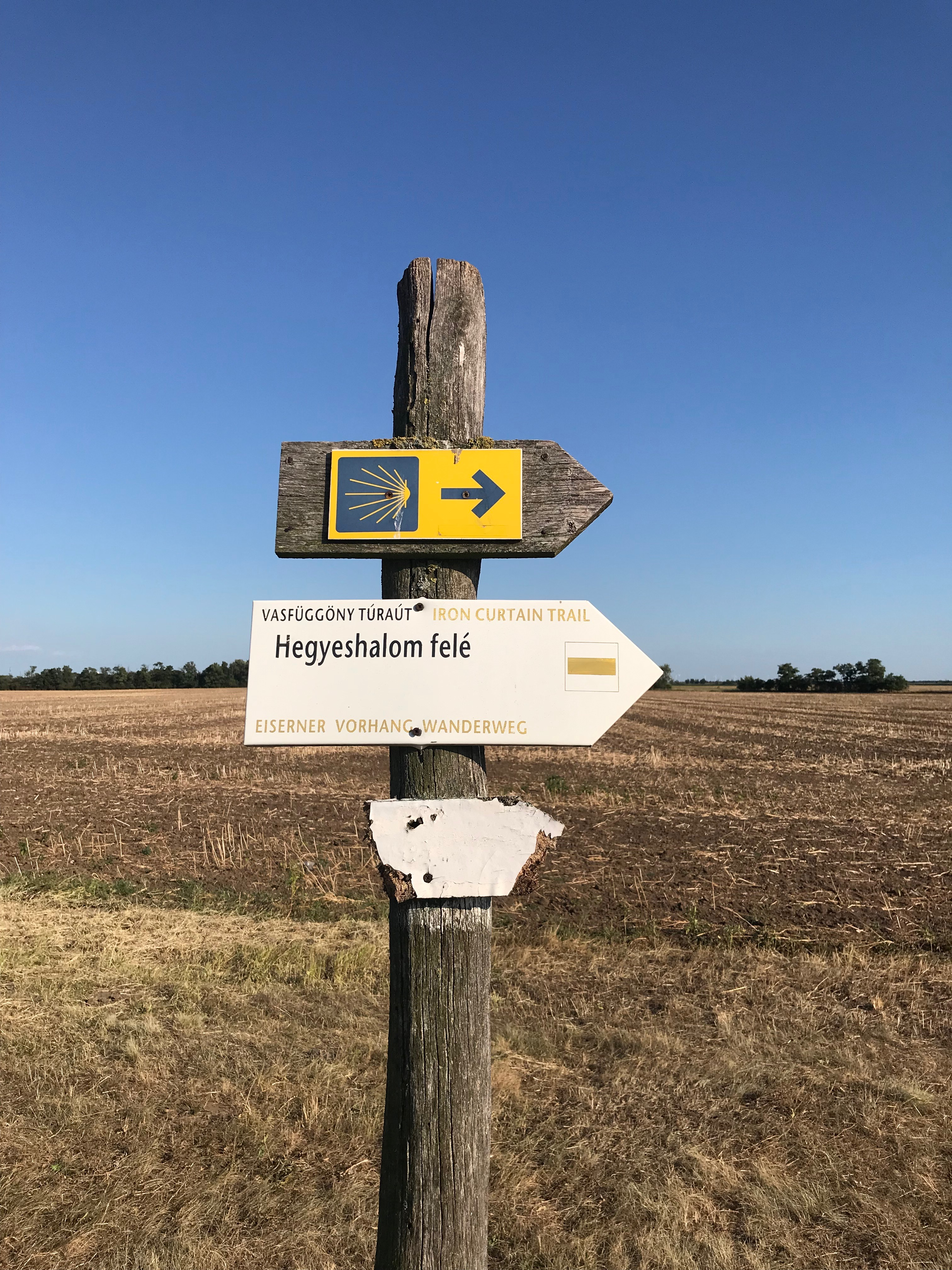
A magyar–szlovák–osztrák hármashatárnál
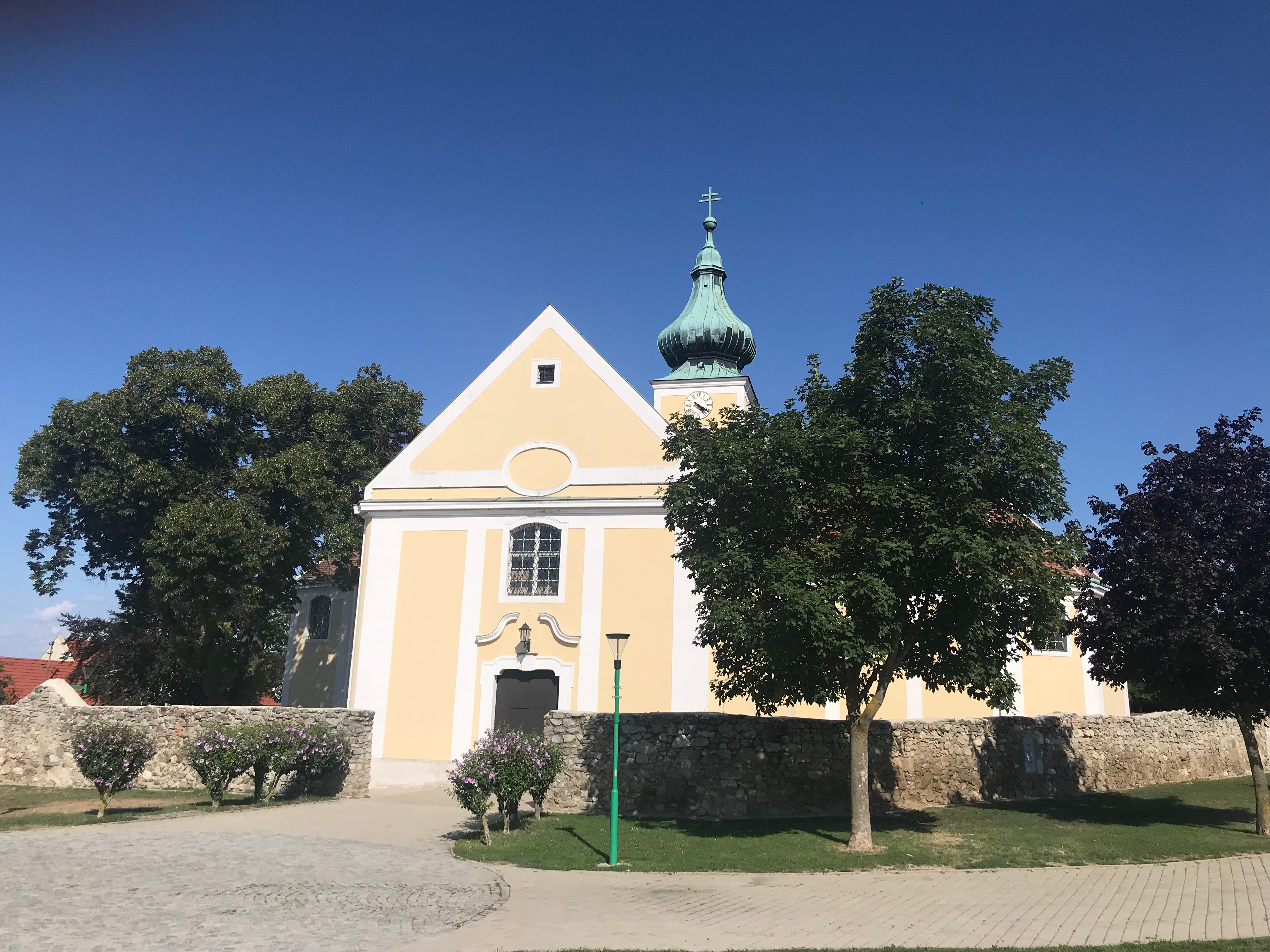
Wolfsthal, Alsó-Ausztria

## Camino Benedictus
Tihany-Bakonybél-Pannonhalma
| Szakasz | Végpontok (-tól, -ig)           | Táv (km) | Útvonal                                | Idő (óra : perc) |
| ------- | ------------------------------- | -------- | -------------------------------------- | ---------------- |
| 01.     | Tihany – Nagyvázsony            | 023,0    | Sajkod Aszófő Örvényes Vászoly Vöröstó | 07:00'           |
| 02.     | Nagyvázsony – Városlőd          | 023,0    | Úrkút Kislőd                           | 07:00'           |
| 03.     | Városlőd – Bakonybél            | 018,0    | Csehbánya                              | 06:00'           |
| 04.     | Bakonybél – Bakonyszentlászló   | 022,0    | Fenyőfő                                | 06:30'           |
| 05.     | Bakonyszentlászló – Pannonhalma | 024,0    | Gic Ravazd                             | 08:00'           |
|         | Összesen:                       | 110,0    |                                        | 34:30'           |

Camino Benedictus
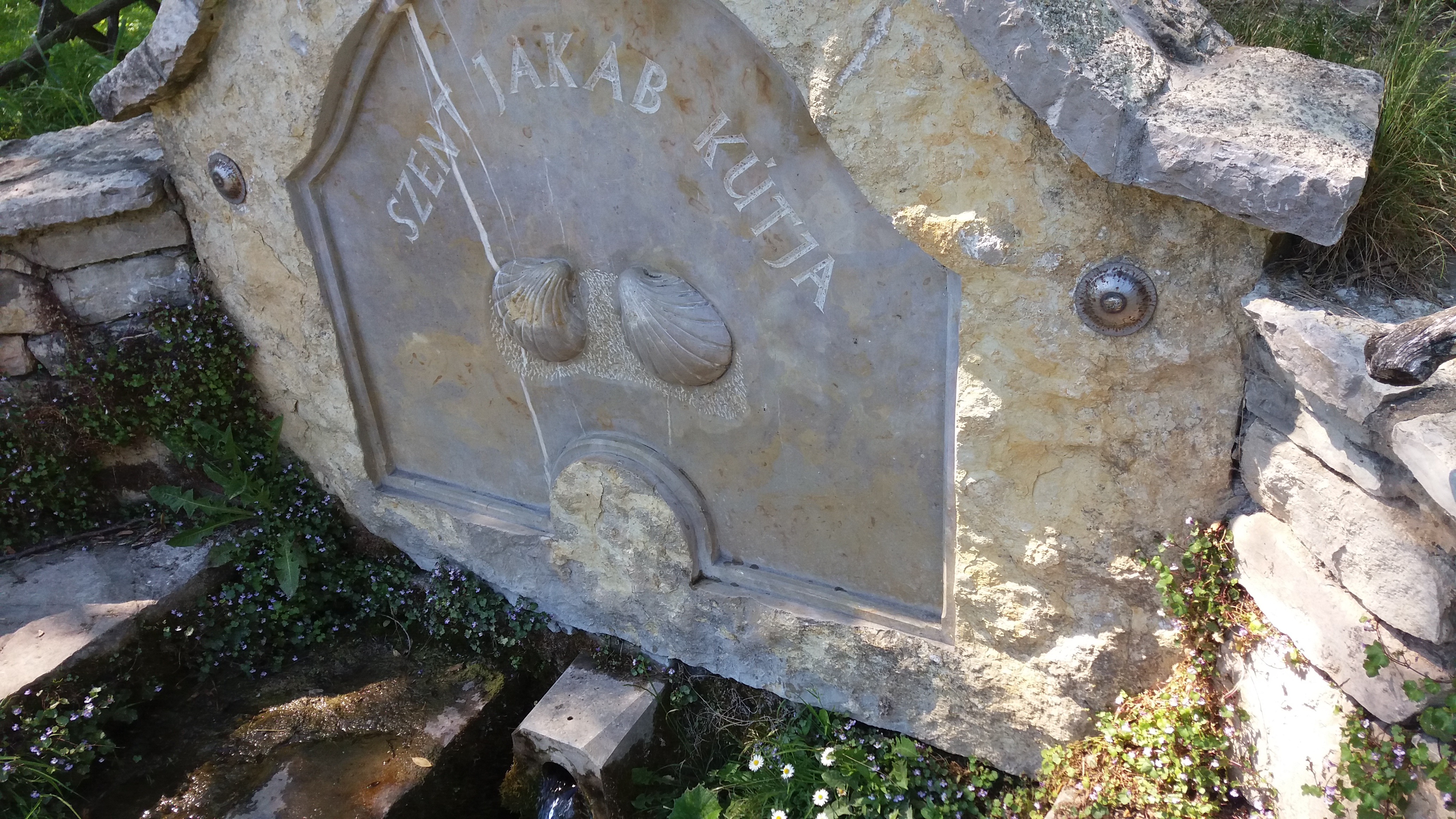
Vászoly, Szent Jakab-kútja
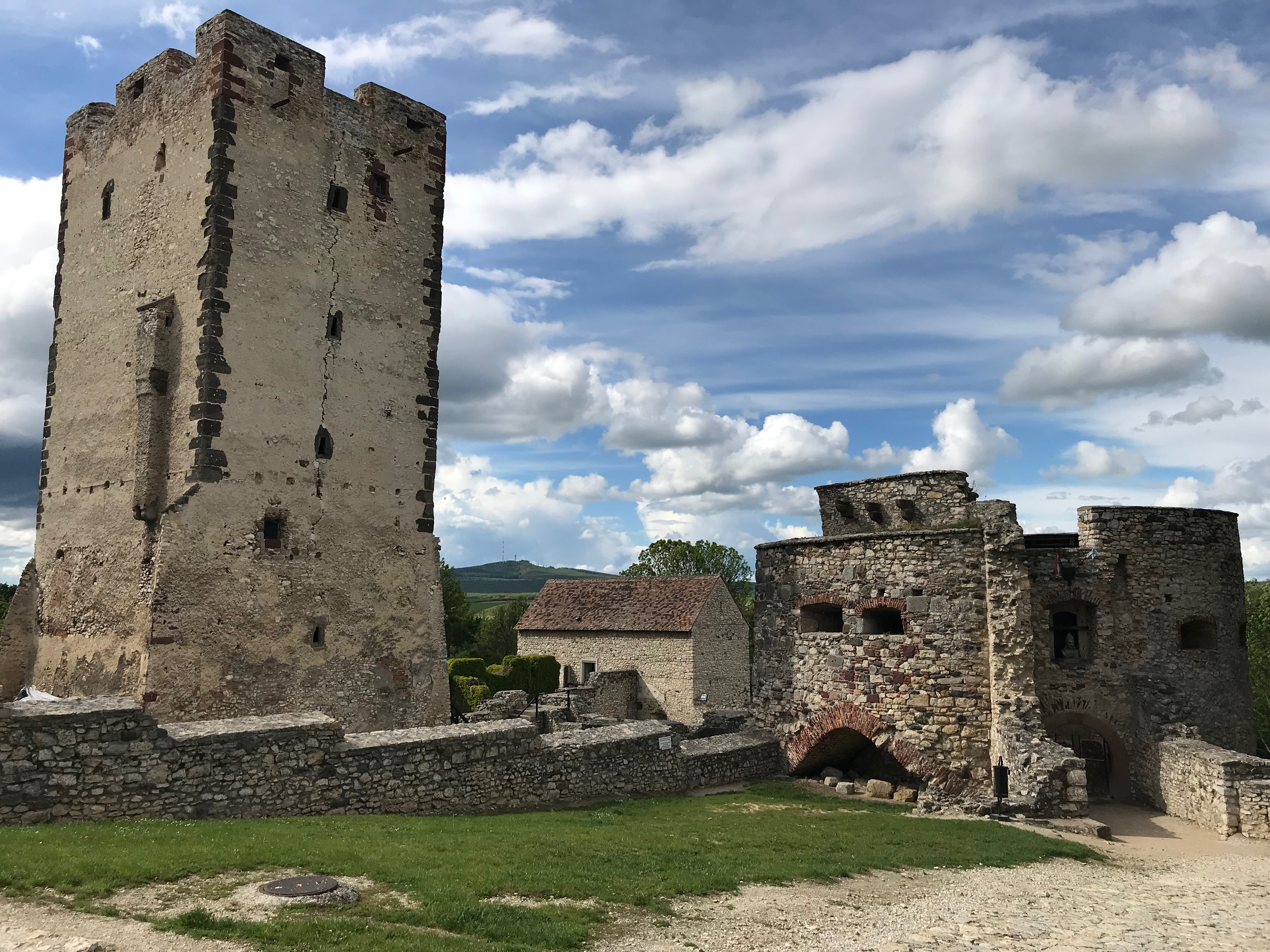
Nagyvázsony, Kinizsi-vár
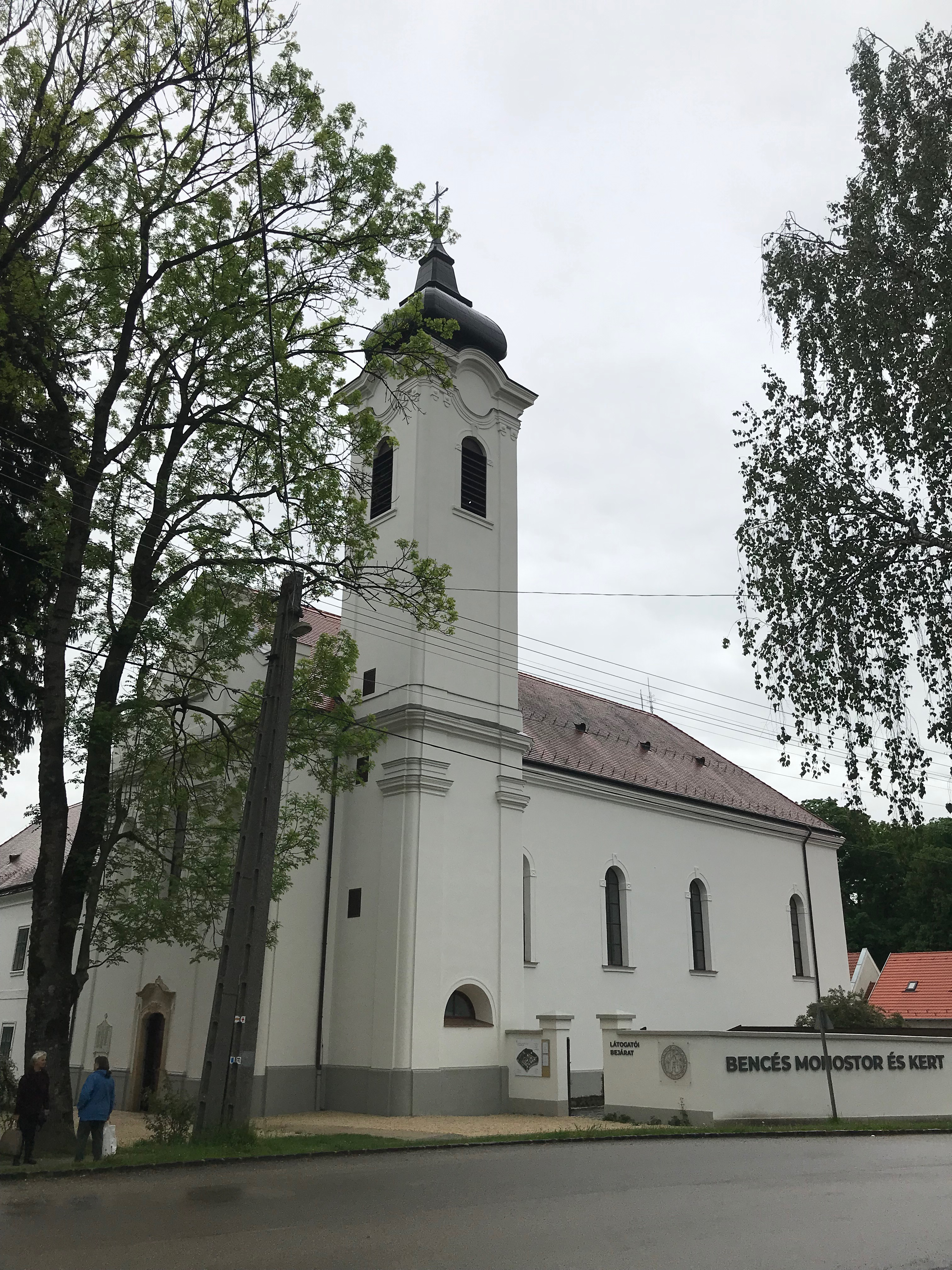
Bakonybél, bencés monostor
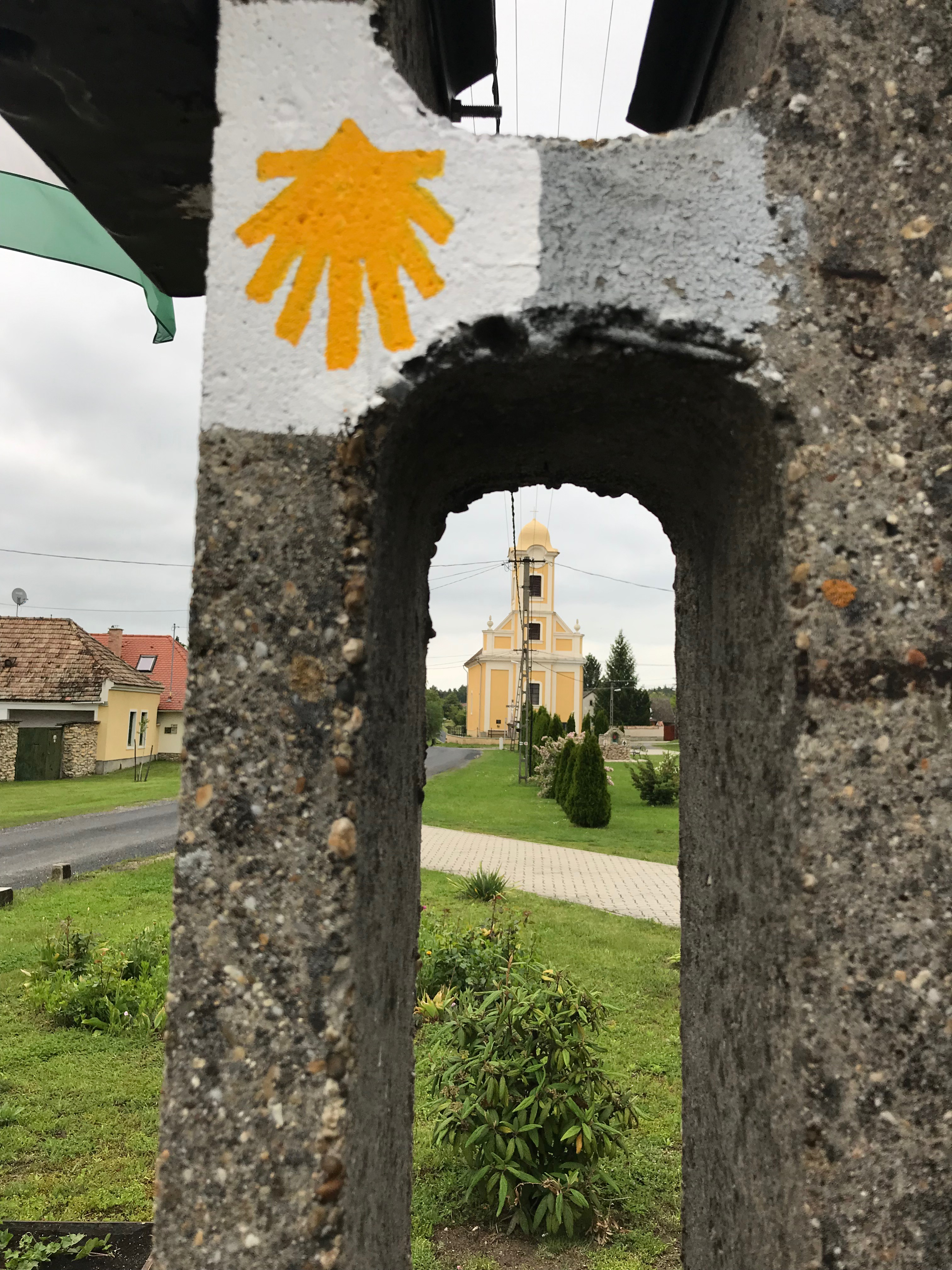
Fenyőfő
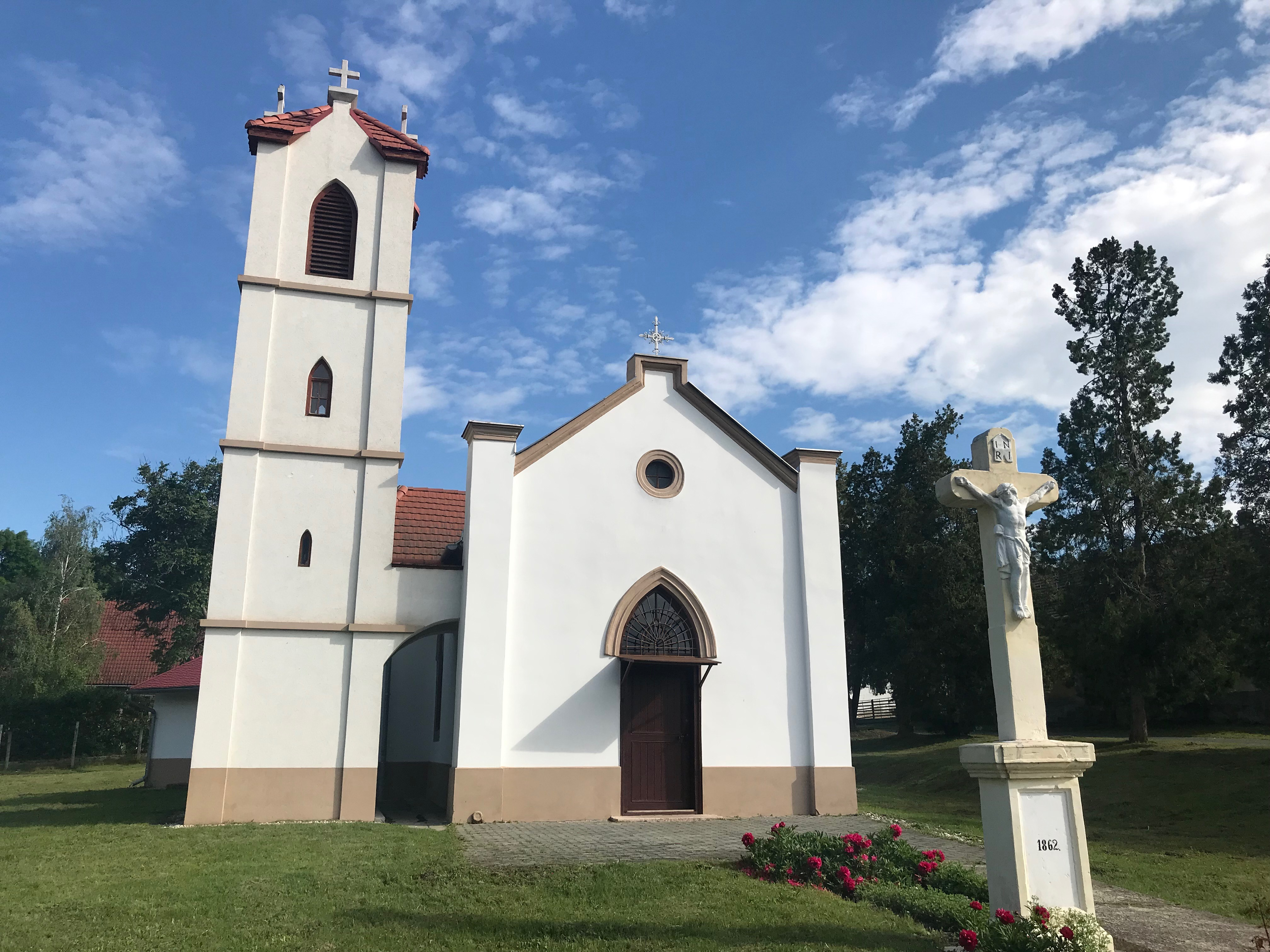
Gic, Szent Janka-templom